# Liniaxis
Liniaxis là một chi ốc biển cỡ trung bình, là động vật thân mềm chân bụng sống ở biển thuộc họ Muricidae, họ ốc gai.

## Các loài
Các loài thuộc chi Liniaxis bao gồm:
- Liniaxis elaborata A. & H. Adams, 1863
- Liniaxis elongata C. F. Laseron, 1955
- Liniaxis sertata (Hedley, 1903)